# Ancistrocerus palaestinicus
Ancistrocerus palaestinicus är en stekelart som beskrevs av Giordani Soika. Ancistrocerus palaestinicus ingår i släktet murargetingar, och familjen Eumenidae. Inga underarter finns listade i Catalogue of Life.